# Crkva sv. Roka u Bisku
Crkva sv. Roka  (sv. Fabijana i Sebastijana) u selu Bisku, općina Trilj, zaštićeno kulturno dobro.

## Opis dobra
Crkva sv. Roka jednobrodna je barokna građevina smještena na brežuljku iznad sela Bisko. Pravokutnog je tlocrta, bez apside, svođena bačvastim svodom. Zidana je priklesanim kamenom. Na glavnom pročelju kapele su ulazna vrata s monolitnim kamenim nadvratnikom na kojem je uklesana 1744. godina, rustična rozeta i u zabatu jednodijelni lučni zvonik na preslicu. U unutrašnjosti crkve je rustični zidani oltar s kipom sv. Roka i sv. Sebastijana.

## Zaštita
Pod oznakom Z-4874 zavedena je kao nepokretno kulturno dobro - pojedinačno, pravna statusa zaštićena kulturnog dobra, klasificirano kao "sakralna graditeljska baština".